# Les Grésilles
Les Grésilles est un quartier administratif de Dijon situé au nord-est de la ville, à la limite avec Saint-Apollinaire.
Le quartier était autrefois partagé entre une partie populaire, faite de barres d'immeubles et une autre partie faite de petites maisons mitoyennes habitées par des ouvriers aussi bien que par des cadres. Entre ses deux parties, séparées par le Boulevard des Martyrs de la Résistance, le centre civique, religieux et commercial des Grésilles fédérait l'ensemble. Les deux supermarchés, les petits commerces (boulangerie, drogueries, marchand de journaux) et le marché couvert pour la partie chalandise, l'église Sainte-Bernadette remarquable pour son architecture de béton typique des années 1960, et les bâtiments paroissiaux de l'autre côté de l'avenue des Grésilles pour la partie religieuse, enfin le Centre Social, la poste et divers bâtiments administratifs qui formaient la partie civique.

## Historique
Dès la fin de la Seconde Guerre mondiale, Dijon a dû mettre en place, conformément aux directives de l'État, des zones à urbaniser en priorité (ZUP) au nombre de deux : le quartier des Grésilles a été entrepris en 1949. Il réunit de manière confuse des immeubles et « barres » de types variés. 
Le quartier atteint son maximum d'habitants (15 320), en 1968.
Délaissé par les services publics, le quartier est partiellement réhabilité sous le mandat de François Rebsamen, dès 2005. Les anciennes « barres » Épirey, les Lochères, la célèbre « Billardon » et Paul Bur, sont détruites et 660 nouveaux logements sont construits, dont 105 en accession à la propriété, sur un modèle de maisons pavillonnaires.
Anciennement une zone urbaine sensible, les Grésilles sont devenues un quartier prioritaire en 2015. Aujourd'hui, la rénovation urbaine est passée par-là et les Grésilles ressemble de plus en plus à une cité-dortoir. Au sud-ouest, les petites maisons mitoyennes avec jardins sont progressivement rasées au profit d'immeubles résidentiels.
En juin 2020, un grave conflit a lieu pendant plusieurs jours dans ce quartier, entre des centaines de ressortissants tchétchènes et des habitants d' origine nord-africaine, ce qui a eu un écho national et des impacts politiques. Du 12 au 16 juin 2020, des événements inédits dans l'histoire de la ville, bien que précédés par des incidents similaires mais de moindre ampleur à Nice, Rouen et Troyes, surviennent. Des membres de la communauté tchétchène de France viennent de tout l'Hexagone à Dijon, après l'agression d'un jeune Tchétchène qu'ils imputent à des dealers maghrébins du quartier des Grésilles, ce qui amène plusieurs dizaines de Tchétchènes, estimés autour de 150, à mener une expédition punitive contre l'ensemble du quartier et des Maghrébins qui y habitent, provoquant 3 nuits de violences urbaines parfois avec des armes de guerre, puis une dernière nuit de violence dans le quartier du Mail à Chenôve, laissant 20 blessés dont un par balles,. Le 17 juin, l'imam de Quetigny Mohamed Ateb parvient à réunir des représentants des deux communautés musulmanes et les persuade de mettre en place un « armistice » entre leurs communautés. L’État et la police sont critiqués par des habitants des Grésilles qui leur reprochent d'avoir tardé 3 jours à agir. Le 20 juin, 4 hommes dont 3 de nationalité russe sont déférés devant le parquet en lien avec les affrontements.

## Lieux et monuments
Le quartier est doté de plusieurs infrastructures dont :
- une piscine ;
- le stade Épirey ;
- une médiathèque ;
- deux gymnases ;
- une salle d'escalade.

Outre ces équipements, l'église des Grésilles est un monument remarquable situé au cœur du quartier. Classé monument historique et labellisé « Patrimoine du XXe siècle » par le Ministère de la Culture, l'édifice est représentatif des constructions en béton/acier du début des années 60. L'église Sainte-Bernadette des Grésilles est par ailleurs peut-être la première église construite dans l'esprit de Vatican II. Elle a accueilli un temps les musulmans du quartier dans les années 90 car ceux-ci n'avaient pas d'espaces spécifiques pour prier. Depuis, la construction de la Grande Mosquée des Grésilles (Masjid An-nour) a permis d'accueillir dans des conditions de culte plus décente.